# Solo Concerts Bremen/Lausanne
Solo Concerts Bremen/Lausanne ist ein Jazzalbum von Keith Jarrett. Es enthält Mitschnitte von zwei Solokonzerten des Pianisten vor Publikum, die am 20. März 1973 in Lausanne und am 12. Juli 1973 in Bremen von den öffentlich-rechtlichen Rundfunkanstalten Radio Suisse Romande bzw. Radio Bremen aufgenommen worden waren. Im selben Jahr wurden Aufnahmen aus beiden Konzerten von ECM Records auf Platten veröffentlicht.

## Das Album
Im Jahr 1971 hatte der junge Pianist die Möglichkeit erhalten, ein erstes Album für das junge Münchner Label ECM aufzunehmen, Facing You, ein Studioalbum, bei dem das längste der acht Stücke eine Laufzeit von lediglich zehn Minuten aufwies und alle Nummern noch Titel und einen songähnlichen Charakter besaßen. 1972 spielte Jarrett seine ersten Solokonzerte, deren Programm für die Zuschauer ungewohnt war, aber zugleich etwas Neues bot, spielte er doch „nur“ zwei 30- bis 45-minütige Improvisationen. Der Kritiker Werner Burkhardt nannte sie „Wunder hymnischer Beredsamkeit“.

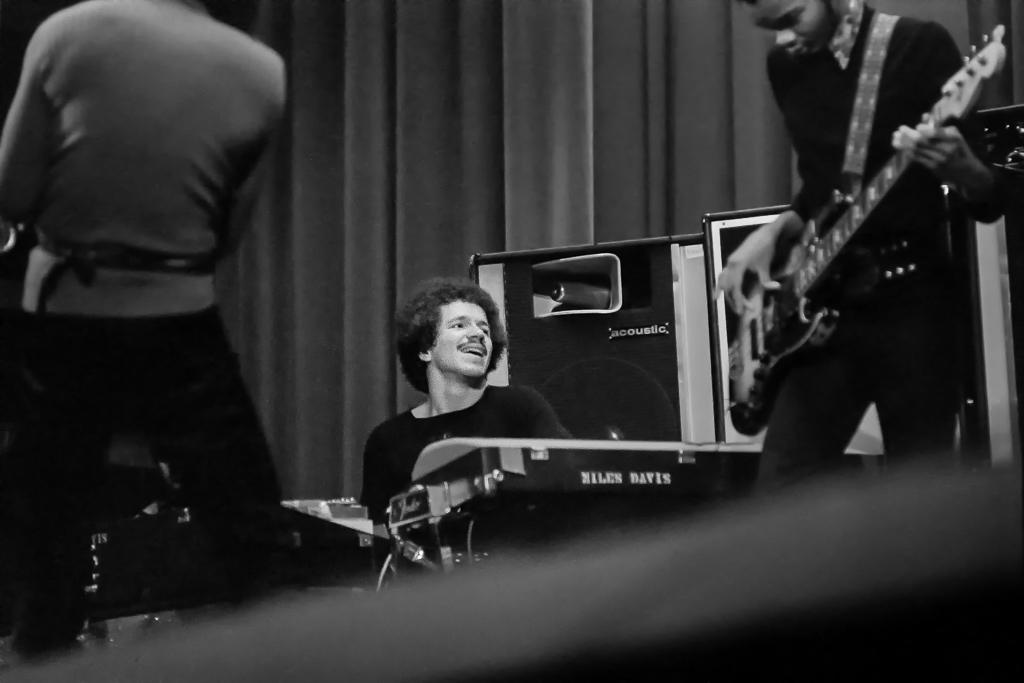
Keith Jarrett (1971)

Zwischenzeitlich kaufte ECM weitere Aufnahmen mit Jack DeJohnette (Ruta and Daitya), die bereits zuvor eingespielt worden waren (und kurz darauf veröffentlicht wurden). Im Februar 1973 wurde, teilweise mit dem Südfunk-Orchester unter Mladen Gutesha, für ECM das Album In the Light eingespielt. In den folgenden Monaten veranstaltete der ECM-Produzent Manfred Eicher eine Tournee mit Solokonzerten, bei denen Jarrett in achtzehn europäischen Städten auftrat. Sein virtuoses Spiel begeisterte die Zuhörer und führte ihn zum ersten Höhepunkt seiner Karriere. Dabei entstanden die Aufnahmen, die Eicher wagemutig als Paket veröffentlichte: Die Konzertaufnahmen aus Bremen und Lausanne erschienen als Set mit drei Schallplatten und zeigten das außergewöhnliche Improvisationstalent Jarretts. Das Album war nach dem Erstling Facing You Jarretts zweite Solo-Veröffentlichung auf dem Münchner Label und auch dessen erstes Dreifachalbum.
Das Konzert in Bremen stand eigentlich unter einem unglücklichen Stern, da Jarrett während der gesamten Solotournee an einer Rückenverletzung laborierte und vor dem Auftritt in der Hansestadt vor Schmerzen 24 Stunden lang kein Auge zugetan hatte. Sogar einen zehnminütigen Soundcheck konnte er nur mühsam absolvieren und spielte schon mit dem Gedanken, das Konzert in letzter Minute absagen zu müssen. Dazu kam es dann nicht. Beim Konzert selbst war von den Qualen Jarretts (zumindest für die Zuhörer) nichts mehr zu spüren. Das Bremer Konzert beginnt sehr ruhig und wirkt streckenweise grübelnd, um damit einen beschwörenden Charakter zu entwickeln. Nach einer dunklen, romantischen Phase „im Stil der großen pianistischen Konzertmusik des vergangenen [19.] Jahrhunderts“ führt es zu einem Boogiewoogie-Rhythmus, der als Leitmotiv im weiteren Verlauf der Improvisation immer wieder auftaucht und weiter entwickelt wird. Der letzte Teil der Darbietung aus Bremen wurde von ECM nicht veröffentlicht; zum 50-jährigen Jubiläum des Konzerts sendete Radio Bremen ihn deutschlandweit.
Die Aufnahmen aus Lausanne enthalten Gospelpassagen, eine Ballade, interessante Durchführungen eines Kontrapunkts, eine aufwühlende Cluster-Strecke und eine abstrakte Improvisation. Daran schließt sich ein Spiel über ein volksliedartiges Motiv an. „Eine einfache Phrase entwickelt sich oft durch Wiederholungen und subtile Variationen weiter zu komplexen Sequenzen, manchmal entsteht hieraus eine neue Phrase. Eine der Improvisationen dauert über 64 Minuten und geht über drei LP-Seiten; während Jarrett im zweiten Konzert zwei lange Soli über 30 und 35 Minuten spielt.“ Im Lausanner Konzert setzte Jarrett auch Instrumentaltechniken ein, die John Cage und David Tudor in der Neuen Musik entwickelt hatten und die damals im Jazz noch neu waren und Aufsehen erregten: So zupfte er im Flügel die Saiten, während er gleichzeitig auch auf den Tasten spielte. Dabei gehen „angeschlagene und gezupfte Sounds so bruchlos ineinander über, dass … »Einheit« erzielt wird.“

## Die Titel
3-LP-Box: ECM 1035-37 ST; Aufnahme am 20. März 1973 im Salle de Spectacles d’Epalinges in Lausanne und am 12. Juli 1973 im „Kleinen Sendesaal“ von „Radio Bremen“ (CD-Veröffentlichung 1986 als Doppel-CD-Album)
1. Bremen, July 12, 1973, Part I – 18:05
2. Bremen, July 12, 1973, Part IIa – 19:40
3. Bremen, July 12, 1973, Part IIb – 26:15
4. Lausanne, March 20, 1973, Part Ia – 22:50
5. Lausanne, March 20, 1973, Part Ib – 7:20
6. Lausanne, March 20, 1973, Part IIa – 12:34
7. Lausanne, March 20, 1973, Part IIb – 22:35

Alle Kompositionen stammen von Keith Jarrett.

## Beurteilung
Das Bremen/Lausanne-Album erhielt direkt nach seinem Erscheinen viele internationale Auszeichnungen. Im Down Beat erhielt das Album die Höchstwertung (fünf Sterne). Dazu hieß es: „Wenn das nicht die Musik für Jedermann ist, dann hat sich Jedermann verloren.“
1974 wurde es von vielen internationalen Jazz-Magazinen als „Album des Jahres“ ausgezeichnet, wie dem Stereo Review und auch Down Beat in den USA und dem Jazz Forum (dem Magazin der Europäischen Jazz Federation) sowie vom TIME-Magazin, der New York Times und der Deutschen Phono-Akademie. Das japanische Swing Journal verlieh dem Album seinen Grand Prix in Gold. Im Jahr 1975 erhielt es sowohl den Deutschen Schallplattenpreis 1974/75 als auch den Großen Deutschen Schallplattenpreis. In einem Überblick über Jarretts Gesamtwerk im britischen Magazin Mojo wurde die Box auf Platz 1 gewählt: „Das ist das Nonplusultra des Jarrett-Solo-Livekonzerts in all seiner improvisatorischen Pracht.“
„Trotz Längen verliert man nicht das Interesse; die Musik macht dieses Album zu einem essentiellen Bestandteil jeder Sammlung“, urteilte Scott Yanow im All Music Guide.

## Wirkung
Das Album löste das aus, was James Lincoln Collier 1979 in der New York Times als den „Keith-Jarrett-Boom“ bezeichnete: „Das sind die Aufnahmen, die Keith Jarrett berühmt gemacht haben. Sie zeigen ihn bei freier Improvisation und nie scheinen ihm die Ideen auszugehen“, schrieb auch Scott Yanow rückblickend.
Solo Concerts Bremen/Lausanne gehörte zu den in den frühen 1970er Jahren erschienenen Schallplatten, die das Image des Münchner Labels vom „ECM-Sound“ schufen. Dem großen kommerziellen Erfolg der Konzertmitschnitte folgten sogleich weitere Aufnahmen Jarretts (parallel zu seinen vertraglichen Verpflichtungen gegenüber dem amerikanischen Label Impulse! Records) mit verschiedenen ECM-Musikern wie die Alben Luminessence und Belonging im April 1974 mit Jan Garbarek. Aufgrund des Erfolgs der Konzerttournee gab Jarrett weiterhin Solokonzerte, die teilweise wiederum mitgeschnitten wurden und auf Platte erschienen. Fasziniert von dem Musiker veröffentlichte Manfred Eicher vom Label ECM drei Jahre später auf zehn Platten die kompletten Konzertmitschnitte von Jarretts Solo-Auftritten 1976 in Japan (Sun Bear Concerts).
Im Januar 1975 sorgte Jarrett in Köln für einen weiteren Meilenstein in seiner Musiklaufbahn: The Köln Concert ist mit seinen vier Millionen verkauften Exemplaren eine der meistverkauften Jazz-Platten aller Zeiten. Auch wenn die Verkäufe von Solo Concerts Bremen/Lausanne nicht an die Absatzzahlen des Köln Concert heranreichen, so entwickelte sich diese Box doch zu einem Best- und Longseller des Jazz: Bis 1987 wurden bereits 350.000 Exemplare verkauft. In dem Begleittext schrieb Keith Jarrett 1973 kurioserweise, dass dieses Album nicht darauf ausgerichtet sei, sich millionenfach zu verkaufen. Stattdessen betonte er dort die religiöse Dimension seiner Improvisation.
Durch die beiden Alben Solo Concerts Bremen/Lausanne und The Köln Concert ist Jarrett nach dem Urteil seines Biographen Wolfgang Sandner das gelungen, was nur eine Handvoll Jazzmusiker überhaupt erreichen konnte, nämlich „den Jazz-Zirkel zu verlassen und als Künstler ins Bewusstsein der großen Öffentlichkeit zu dringen.“ Er habe eine Anhängerschaft rekrutieren können, die neben Jazzfans Musikinteressierte aller Genres – Pop, Rock, Folk und Klassik – vereine.
Mit den Konzertaufnahmen setzten bei ECM nicht nur die kommerziellen Erfolge ein, was dazu führte, dass Jarrett mit einem – oft kritisierten – Kultstatus vermarktet wurde. Sie leiteten auch „eine neoromantische Tendenz“ ein, die von Eicher nicht nur mit Jarretts Einspielungen, sondern auch mit Alben von Musikern wie Richie Beirach, Gary Burton, Pat Metheny oder Eberhard Weber gefördert wurde. Dies wurde als Gegenströmung zum elektrifizierten Jazzrock jener Jahre begriffen. Jarrett selbst schrieb hierzu im Begleittext zu Bremen/Lausanne: „Ich führe – und habe das schon immer getan – gegen die elektrische Musik einen Kreuzzug; dieses Album ist der Beweis dafür. Elektrizität durchfließt uns alle und muss keineswegs in Drähte verbannt werden.“